# Spektrum (algebraisk geometri)
Ett spektrum är inom algebraisk geometri och kommutativ algebra ett topologiskt rum som består av mängden av primideal i en given ring, utrustad med Zariskitopologin. På detta topologiska rum finns en naturligt definierad kärve av ringar.

## Definition
Låt {\displaystyle R} vara en kommutativ ring. Då är {\displaystyle \operatorname {Spec} (R)} mängden av primideal i {\displaystyle R} med topologin som genereras av mängderna
{\displaystyle D_{f}=\{p\in \operatorname {Spec} (R)|f\not \in p\}}
Låter vi sedan {\displaystyle {\mathcal {O}}_{\operatorname {Spec} (R)}(D_{f})=R_{f}}, lokaliseringen av {\displaystyle R} med avseende på potenser av {\displaystyle f}, definierar detta en kärve på {\displaystyle \operatorname {Spec} (R)}.

## Funktorialitet
En ringhomomorfism {\displaystyle f:R\rightarrow S} ger upphov till en avbildning {\displaystyle f^{*}:\operatorname {Spec} (S)\rightarrow \operatorname {Spec} (R)} genom att sända ett primideal {\displaystyle {\mathfrak {p}}\subset S} till dess förbild {\displaystyle f^{-1}({\mathfrak {p}})\subset R}. Detta är också ett primideal och alltså en punkt i {\displaystyle \operatorname {Spec} (R)}. Dessutom är {\displaystyle f^{*}} kontinuerlig. Denna operation är kompatibel med sammansättning av ringhomomorfismer i meningen att 
{\displaystyle (f\circ g)^{*}=g^{*}\circ f^{*}}.
Detta innebär att {\displaystyle \operatorname {Spec} } är en (kontravariant) funktor från kategorin av ringar till kategorin av topologiska rum. 

## Användningsområden
I modern algebraisk geometri är spektra av ringar en lokal modell för algebraiska varieteter.